# Dolichoderus laminatus
Dolichoderus laminatus é uma espécie de formiga do gênero Dolichoderus.